# Собрание университетских питомцев
Собрание университетских питомцев (1781 — 1800-е) — первое студенческое общество, созданное при Московском университете. 

## История
Общество было открыто по инициативе профессора И. Г. Шварца с целью «усовершенствования российского языка и литературы через сочинения и переводы». Первое собрание общества прошло 13 марта 1781 года. Первым председателем общества был избран М. И. Антоновский, затем ведущую роль в нём играли А. А. Прокопович-Антонский (до 1791), П. А. Сохацкий и В. С. Подшивалов.
В. О. Ключевский считал создание "Собрания университетских питомцев" особой заслугой Шварца: «Это студенческое общество имело целью образование ума и вкуса своих членов, их нравственное усовершенствование, упражнение в человеколюбивых подвигах. Студенты на заседаниях читали и обсуждали свои литературные опыты, произносили речи на моральные темы, задумывали издания с благотворительною целью. Всё это, конечно, было молодо, суетливо, немножко нервозно; молодёжь больше чувствовала, чем познавала науку. Но по-тогдашнему и это разве было мало? В штатных лампах науки, прежде больше декорировавших, чем освещавших университетские стены, что-то затеплилось: дайте срок - они разгорятся. Среди студентов стали зарождаться нравственная товарищеская солидарность, наклонность к размышлению, некоторый навык самонаблюдения и та способность загораться от идей, которая, как фонарь впотьмах, предшествует исканию истины. Трудно проследить поприща, по которым рассыпались питомцы "Дружеского общества", как трудно уследить, куда попадали книги, которые оно рассеивало. Известно, что оно дало Московскому университету одного директора (т.е. ректора) и пять профессоров».
С 1782 года общество находилось под покровительством Дружеского учёного общества. Членами общества являлись воспитанники Московского университета, которые, окончив курс учёбы, оставались при университете на преподавательских и иных должностях (магистры и бакалавры словесных наук), а также старшие студенты университета, принимавшиеся в общество через выборы.
Члены общества активно участвовали (1780-е) в издательской деятельности университета, возглавляемой Н. И. Новиковым. Они выпускали журнал «Вечерняя заря» (1782—1783), «Покоящийся трудолюбец» (1784—1785).
Общество прекратило свою деятельность на рубеже XVIII—XIX веков, но формы его организации были унаследованы последующими студенческими литературными обществами начала XIX века, прежде всего «Собранием воспитанников Благородного пансиона».